# Lola Lemos
Lola Lemos (Brea de Aragón, Zaragoza, 5 de mayo de 1913 - Móstoles, Madrid, 6 de agosto de 2009) fue una actriz española, hermana del también actor Carlos Lemos.

## Biografía
Nació durante una gira teatral de sus padres en el seno de una estirpe de cómicos que se remonta al siglo XVIII. Actriz de formación y presencia fundamentalmente escénica, debuta en el cine en 1959 con la película Llegaron dos hombres (1959). Su trayectoria posterior en la gran pantalla, sin embargo, no fue especialmente profusa, aunque llegó a participar en el rodaje de una treintena de títulos, entre los que pueden mencionarse Sor Citroën (1967), de Pedro Lazaga, ¿Qué hacemos con los hijos? (1967), de nuevo con Lazaga, Crónica de 9 meses (1967), de Mariano Ozores, Zorrita Martínez (1975), de Vicente Escrivá,  Las autonosuyas (1983), de Rafael Gil, Extramuros (1985), de Miguel Picazo, Alegre ma non troppo (1994), de Fernando Colomo o Cachito (1996), de Enrique Urbizu.
Por el contrario, fue en el medio televisivo donde más se prodigó. Presente en televisión desde los años sesenta, en espacios como Historias para no dormir, Estudio 1 o Novela, la mayor popularidad sin embargo la alcanzó en su última etapa profesional, interpretando siempre un prototipo de personaje de abuela dulce y preocupada por los suyos en series tan célebres en su momento como Menudo es mi padre (1996-1998), interpretando a la madre de El Fary o Abierto 24 horas (2000-2001), dando vida al fantasma de la madre de Pilar Bardem. También destacar que interpretó a la madre de Curro Jiménez, en capítulos sueltos, en la mítica serie de RTVE de mediados de los 70.
Sus restos reposan, como era su deseo, en la localidad aragonesa donde nació, Brea de Aragón.